# Куцов, Сергей Михайлович
Сергей Михайлович Куцов (23 апреля 1977) — киргизский и казахстанский футболист, нападающий и защитник. Выступал за сборную Кыргызстана.

## Биография

### Клубная карьера
Начал взрослую карьеру в 1993 году во втором составе бишкекской «Алги», игравшем тогда в высшей лиге Кыргызстана. В своём первом сезоне стал финалистом Кубка Кыргызстана. С 1994 года выступал за основной состав «Алги» (позднее — «СКА ПВО»), становился трёхкратным серебряным призёром чемпионата (1997, 1998, 1999) и трёхкратным обладателем Кубка страны. Всего в высшей лиге Кыргызстана сыграл 150 матчей и забил 85 голов.
В середине 1999 года перешёл в казахстанский клуб «ЦСКА-Кайрат». Свой первый гол в чемпионате Казахстана забил 24 июля 1999 года в ворота клуба «Акмола» (Степногорск). В 2001 году, после воссоединения «ЦСКА-Кайрата» и «Кайрата» стал играть за «Кайрат». Чемпион Казахстана 2004 года, обладатель Кубка Казахстана 2001 и 2003 годов. В этот период был переведён с позиции нападающего на позицию центрального защитника.
В 2004 году потерял место в основе «Кайрата». Некоторое время выступал за его фарм-клуб «Железнодорожник» в первой лиге. В 2006 году перешёл в «Жетысу», с которым победил в зональном турнире первой лиги и затем провёл два сезона в высшем дивизионе. Позднее играл в высшей лиге за «Кайсар», снова «Кайрат» (в том числе половину сезона в 2009 году провёл в первой лиге), «Атырау» и «Спартак» (Семей). В 2015 году в 38-летнем возрасте завершил профессиональную карьеру.
Всего в высшей лиге Казахстана сыграл 248 матчей и забил 25 голов.
В 2016 году играл на любительском уровне за «БН Каскелен» (Алма-Ата) и стал чемпионом города.

### Карьера в сборной
В национальной сборной Кыргызстана дебютировал 24 января 1996 года в матче отборочного турнира Кубка Азии против Саудовской Аравии, отыграв первый тайм. Свой первый гол забил в игре отборочного турнира чемпионата мира 9 июня 1997 года в ворота Ирана. В июне 1997 года забивал в трёх матчах подряд — помимо игры с Ираном, забивал также в ворота Сирии и Мальдив. Всего в 1996—2001 годах сыграл за сборную 16 матчей и забил три гола.
Также выступал за олимпийскую сборную Кыргызстана.
Через некоторое время после переезда в Казахстан принял гражданство этой страны и отказался играть за сборную Кыргызстана, чтобы не считаться в Казахстане легионером.
В 2017 году стал чемпионом мира по футболу среди артистов в составе сборной Казахстана.

## Личная жизнь
Женат, имеет троих детей.